# Chile ved vinter-OL 2014
Chile deltager ved vinter-OL 2014 i Sotji, som bliver arrangeret i perioden 7. februar til 23. februar 2014.

## Medaljer
| 2014 Sotji | Guld | Sølv | Bronze | Total |
| Chile      | 0    | 0    | 0      | 0     |